# Эль-Аавадж
Эль-Аавадж (араб. نهر الأعوج‎) — река в Сирии, длина около 70 км.
Берёт начало в горном массиве Хермона и течёт на юг Дамаска. Река вместе с Барадой разбивается на множество рукавов и искусственных каналов, благодаря чему окрестности Дамаска имеют пышную растительность (оазис Гута).